# 羊飼いの礼拝 (ラ・トゥール)
『羊飼いの礼拝』（ひつじかいのれいはい、仏: L'Adoration des bergers, 英: The Adoration of the Shepherds）は、フランス17世紀の画家ジョルジュ・ド・ラ・トゥールが1644年頃に制作したキャンバス上の油彩画である。パリのルーヴル美術館に所蔵されている。

## 概要
本作は、1644年末にロレーヌ地方のリュネヴィルの町から総督ラ・フェルテに送られた可能性がある。その後、オランダ人画家ヘラルト・ファン・ホントホルストに帰属されていたが、ジョルジュ・ド・ラ・トゥールを再発見したドイツ人の美術史家ヘルマン・フォスが1926年にラ・トゥールの作品であると認定し、ルーヴル美術館が６万フランで購入した。本作はルーヴルに入った最初のラ・トゥールの作品であった。
この絵画はまたたく間に人気を博し、宗教版画に転用され、風刺画や広告の題材ともなった。1979年にフランスの新聞『ジュルナル・デュ・ディマンシュ』では、「フランスでもっとも有名なキリスト降誕の絵画である」と紹介された。
キリストの降誕後、羊飼いたちがキリストを礼拝した「羊飼いの礼拝」は、新約聖書ルカによる福音書 (２章８節～) に記載されている。15世紀後半以降に描かれ始めた主題であるが、17世紀には本作のような農家の風俗場面として描かれた。通常、この主題の絵画に贈り物が描かれる場合は、「東方三博士の礼拝」からの連想で没薬が描かれるが、本作の画面中央には現在でもフランスで使われる鳥獣の肉料理用のテリーヌの壺が見える。人物たちの服装は、ラ・トゥールと同時代のものである。
構図的には、キリストを囲む５人の人物たちの頭部の位置はほぼ同じで、楕円をなすような空間構成に特徴がある。また、人物像は彫刻のように立体的で、20世紀のキュビスムを彷彿させるものがある。